# Cymindis scapularis
Cymindis scapularis é uma espécie de insetos coleópteros pertencente à família Carabidae.
A autoridade científica da espécie é Schaum, tendo sido descrita no ano de 1857.
Trata-se de uma espécie presente no território português.